# Five Nations 1980
Die Ausgabe 1980 des jährlich ausgetragenen Rugby-Union-Turniers Five Nations (seit 2000 Six Nations) fand an fünf Spieltagen zwischen dem 19. Januar und dem 15. März statt. Turniersieger wurde England, das mit Siegen gegen alle anderen Teilnehmer zum achten den Grand Slam schaffte, mit Siegen gegen alle britischen Mannschaften auch die Triple Crown.

## Teilnehmer
| Land       | Stadion             | Stadt     | Trainer       | Kapitän                   |
| ---------- | ------------------- | --------- | ------------- | ------------------------- |
| England    | Twickenham Stadium  | London    | Mike Davis    | Bill Beaumont             |
| Frankreich | Parc des Princes    | Paris     | Jean Desclaux | Jean-Pierre Rives         |
| Irland     | Lansdowne Road      | Dublin    | Tom Kiernan   | Fergus Slattery           |
| Schottland | Murrayfield Stadium | Edinburgh | Jim Telfer    | Mike Biggar / Andy Irvine |
| Wales      | Cardiff Arms Park   | Cardiff   | John Lloyd    | Jeff Squire               |

## Tabelle
|    | Land       | Spiele | Siege | Unent. | Ndlg. | Spiel- punkte | Diff. | Tabellen- punkte |
| -- | ---------- | ------ | ----- | ------ | ----- | ------------- | ----- | ---------------- |
| 1. | England    | 4      | 4     | 0      | 0     | 80:48         | + 32  | 8                |
| 2. | Irland     | 4      | 2     | 0      | 2     | 70:65         | + 5   | 4                |
| 2. | Wales      | 4      | 2     | 0      | 2     | 50:45         | + 5   | 4                |
| 4. | Frankreich | 4      | 1     | 0      | 3     | 55:75         | − 20  | 2                |
| 4. | Schottland | 4      | 1     | 0      | 3     | 61:83         | − 22  | 2                |

## Ergebnisse

### Erste Runde
| 19. Januar 1980 | Wales                                                   | 18 : 9        | Frankreich                                                 | Cardiff Arms Park, Cardiff Zuschauer: 53.749 Schiedsrichter: Alan Hosie (Schottland) |
| 19. Januar 1980 | Versuche: Holmes Price Rees Richards Erhöhungen: Davies | (4:3) Bericht | Versuche: Marchal Erhöhungen: Caussade Dropgoals: Caussade | Cardiff Arms Park, Cardiff Zuschauer: 53.749 Schiedsrichter: Alan Hosie (Schottland) |

| 19. Januar 1980 | England                                                                 | 24 : 9         | Irland                   | Twickenham Stadium, London Schiedsrichter: Corris Thomas (Wales) |
| 19. Januar 1980 | Versuche: Scott Slemen Smith Erhöhungen: Hare (3) Straftritte: Hare (2) | (15:9) Bericht | Erhöhungen: Campbell (3) | Twickenham Stadium, London Schiedsrichter: Corris Thomas (Wales) |

### Zweite Runde
| 2. Februar 1980 | Frankreich                                                         | 13 : 17        | England                                                            | Parc des Princes, Paris Zuschauer: 45.251 Schiedsrichter: Clive Norling (Wales) |
| 2. Februar 1980 | Versuche: Averous Rives Erhöhungen: Caussade Straftritte: Caussade | (7:14) Bericht | Versuche: Carleton Preston Straftritte: Hare Dropgoals: Horton (2) | Parc des Princes, Paris Zuschauer: 45.251 Schiedsrichter: Clive Norling (Wales) |

| 2. Februar 1980 | Irland                                                                                     | 22 : 15        | Schottland                                                        | Lansdowne Road, Dublin Schiedsrichter: Gilbert Chevrier (Frankreich) |
| 2. Februar 1980 | Versuche: Keane Kennedy Erhöhungen: Campbell Straftritte: Campbell (3) Dropgoals: Campbell | (10:9) Bericht | Versuche: Johnston (2) Erhöhungen: Irvine (2) Straftritte: Irvine | Lansdowne Road, Dublin Schiedsrichter: Gilbert Chevrier (Frankreich) |

### Dritte Runde
| 16. Februar 1980 | Schottland                                                                     | 22 : 14       | Frankreich                                                           | Murrayfield Stadium, Edinburgh Zuschauer: 60.000 Schiedsrichter: John West (Irland) |
| 16. Februar 1980 | Versuche: Irvine Rutherford Erhöhungen: Irvine Renwick Straftritte: Irvine (2) | (4:7) Bericht | Versuche: Gabernet Gallion Straftritte: Gabernet Dropgoals: Caussade | Murrayfield Stadium, Edinburgh Zuschauer: 60.000 Schiedsrichter: John West (Irland) |

| 16. Februar 1980 | England               | 9 : 8         | Wales                 | Twickenham Stadium, London Schiedsrichter: David Burnett (Irland) |
| 16. Februar 1980 | Straftritte: Hare (3) | (3:9) Bericht | Versuche: Rees Squire | Twickenham Stadium, London Schiedsrichter: David Burnett (Irland) |

### Vierte Runde
| 1. März 1980 | Frankreich                                                                          | 19 : 18       | Irland                                                                                | Parc des Princes, Paris Zuschauer: 45.239 Schiedsrichter: Alan Hosie (Schottland) |
| 1. März 1980 | Versuche: Gourdon Erhöhungen: Aguirre Straftritte: Aguirre (2) Dropgoals: Pedeutour | (3:9) Bericht | Versuche: McLennan Erhöhungen: Campbell Straftritte: Campbell (3) Dropgoals: Campbell | Parc des Princes, Paris Zuschauer: 45.239 Schiedsrichter: Alan Hosie (Schottland) |

| 1. März 1980 | Wales                                                                 | 17 : 6        | Schottland                            | Cardiff Arms Park, Cardiff Schiedsrichter: Laurie Prideaux (England) |
| 1. März 1980 | Versuche: Holmes Keen Richards Erhöhungen: Blyth Straftritte: Fenwick | (7:0) Bericht | Versuche: Renwick Straftritte: Irvine | Cardiff Arms Park, Cardiff Schiedsrichter: Laurie Prideaux (England) |

### Fünfte Runde
| 15. März 1980 | Irland                                                                               | 21 : 7        | Wales                                | Lansdowne Road, Dublin Schiedsrichter: Laurie Prideaux (England) |
| 15. März 1980 | Versuche: Fitzgerald Irwin O’Driscoll Erhöhungen: Campbell (3) Straftritte: Campbell | (6:3) Bericht | Versuche: Blyth Straftritte: Fenwick | Lansdowne Road, Dublin Schiedsrichter: Laurie Prideaux (England) |

| 15. März 1980 | Schottland                                                                | 18 : 30        | England                                                                        | Murrayfield Stadium, Edinburgh Schiedsrichter: Jean-Pierre Bonnet (Frankreich) |
| 15. März 1980 | Versuche: Rutherford Tomes Erhöhungen: Irvine (2) Straftritte: Irvine (2) | (3:19) Bericht | Versuche: Carleton (3) Slemen Smith Erhöhungen: Hare (2) Straftritte: Hare (2) | Murrayfield Stadium, Edinburgh Schiedsrichter: Jean-Pierre Bonnet (Frankreich) |